# Alfons van Chester

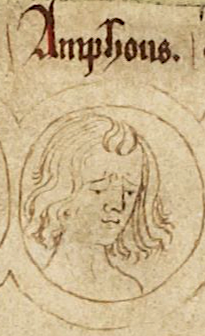
Alfonso Plantagnet, heer van Chester.

Alfons van Chester (Bayonne, 24 november 1273 - Windsor, 19 augustus 1284) was van 1274 tot aan zijn dood erfopvolger van de Engelse troon. Hij behoorde tot het huis Plantagenet.

## Levensloop
Alfons was het negende kind en de derde zoon van koning Eduard I van Engeland uit diens eerste huwelijk met Eleonora van Castilië, dochter van koning Ferdinand III van Castilië. Zijn peetvader was zijn oom langs moederkant Alfons X van Castilië, naar wie hij ook vernoemd was, en hij droeg als titel graaf van Chester.
Na de dood van zijn broers Jan in 1271 en Hendrik in 1274 werd hij erfopvolger van de Engelse troon. Aangezien zijn ouders vaak op reis waren, had Alfons een eigen hofhouding met zelfs een Spaanse kok. Zijn moeder was nooit betrokken bij de opvoeding van haar zoon. 
Op tienjarige leeftijd werd hij verloofd met Margaretha, dochter van graaf Floris V van Holland. Het huwelijk was in volle voorbereiding, tot Alfons enkele maanden voor de bruiloft in augustus 1284 ziek werd en stierf in Windsor Castle. Zijn pasgeboren broertje Eduard werd de nieuwe erfopvolger van de Engelse troon en zou in 1307 onder de naam Eduard II zijn vader opvolgen als koning van Engeland. De jonge prins werd bijgezet in Westminster Abbey, zijn hart werd overgebracht naar de priorij van Blackfriars, die later werd verwoest.